# Коктейлі Грушевського
«Коктейлі Грушевського» — третя стрічка з циклу документальних фільмів «Зима, що нас змінила». У фільмі режисера Олександра Стеколенка «Коктейлі Грушевського» добре видно швидкий темп радикалізації суспільства.
Після побиття студентів, коли на їхній захист вийшло чимало киян, мало хто й уявити міг, що влада знову вдасться до насилля. Проте саме ігнорування людей на вулицях, спроби їх придушити хитрими та прямими способами і призвело до появи в центрі столиці коктейлів Молотова.
У фільмі використано виключно архівні матеріали операторів та режисерів творчого об'єдання «Вавилон13», які почали знімати протести з їх першого дня. За 23 хвилини фільму чітко простежується напруження атмосфери на вулицях столиці. І якщо на перших кадрах ми бачимо мирних людей у стрічках, що обурюються побиттям дітей, то на останніх кадрах, це вже люди, що готові йти на смерть заради кращого майбутнього.
«Коктейлі Грушевського» — це не дослідження, а нариси, які концентрують увагу на атмосфері тих днів, на емоціях і почуттях людей.